# Manuel Fernández Alberdi
Manuel Fernández Alberdi (Madrid, 1882 - 2 de marzo de 1937), fue un pianista, profesor y compositor español.
Hijo y sobrino de los compositores románticos Manuel y Tomás Fernández Grajal, estudió piano, órgano y composición en el Real Conservatorio de Madrid, ganando varios premios. Terminó su carrera en 1905, y se presentó el mismo año al premio de Roma, que consiguió tras reñidos ejercicios.
Después de trabajar en la Academia Española de Roma, se trasladó a Múnich, donde amplió sus estudios pianísticos con los mejores maestros, iniciando los de dirección de orquesta con Felix Mottl, quien le eligió entre todos los pianistas que se encontraban en la capital bávara, para actuar en la gran metrópoli musical como solista bajo su dirección, en la primera audición de las Variaciones sinfónicas de César Franck, con las que obtuvo un gran éxito.
Pero a pesar de este y otros triunfos, cuando regresó a España abandonó la actividad de concertista para dedicarse a la enseñanza. En su cátedra de Conservatorio, que obtuvo en 1914, se formaron centenares de alumnos, entre los que figuran muchos pianistas y compositores contemporáneos, a los que transmitió su magnífica técnica.
También fue durante algunas temporadas maestro concertador en el Teatro Real de Madrid.
Su esposa fue la conocida soprano Beatriz Ortega Villar.